# Société ornithologique danoise
La Société ornithologique danoise (en danois : Dansk Ornitologisk Forening, souvent abrégée en « DOF ») est une association pour tous ceux qui s’intéressent aux oiseaux et à la conservation de la nature. Elle compte actuellement environ 18 000 membres. L’association a été fondée le 15 octobre 1906 par Eiler Lehn Schiøler et Hans Christian Cornelius Mortensen.
DOF rassemble des connaissances sur les oiseaux sauvages du Danemark. Les quelque 18 000 membres de l’association sont répartis dans treize sections locales à travers le Danemark. Les sections locales tiennent chaque année une assemblée générale au cours de laquelle tous les membres ont le droit de vote. La DOF a conclu deux accords de coopération avec le ministère de l'Environnement, qui utilise les données de la DOF dans ses plans de protection de la nature. La Fondation pour la protection des oiseaux, qui a été fondée par la DOF, possède vingt sanctuaires d’oiseaux qui sont entretenus par des bénévoles. L’association organise pour les amateurs d’oiseaux des voyages où les débutants et les membres expérimentés peuvent se rencontrer et échanger leurs expériences.

## Name Group
Le Name Group (NAG) est un groupe de la Société ornithologique danoise. Le groupe a été fondé le 20 janvier 1996 après un important travail préparatoire par le regretté Lasse Kreutzfeld.
Le groupe a nommé toutes les espèces d’oiseaux du monde dans une liste non officielle. La dernière mise à jour date de juillet 2010.
La World Checklist est basée sur la systématique de l’ouvrage de Burt L. Monroe, Jr. et Charles G. Sibley, A World Checklist of Birds (1993).
Lors de la création d’articles sur la Wikipédia en danois, le nommage sans ambiguïté du groupe de noms est un bon point de départ.

## La boutique de la nature
En 1974, la Société ornithologique danoise a fondé une activité commerciale appelée « DOF-salg », qui a déménagé en 1996 à son adresse actuelle à Vesterbrogade 138 et a changé de nom pour devenir Naturbutikken. Le magasin se spécialise dans l’équipement pour les ornithologues amateurs, mais a également élargi sa gamme pour répondre à une demande plus générale des amateurs de nature de tous types. Tous les bénéfices de la boutique Nature sont reversés à la Société ornithologique danoise.

## DOFà l’étranger
DOF est un partenaire danois de Birdlife International, un réseau mondial d’organisations de conservation des oiseaux et de la nature. Le travail de DOF est donc, comme celui de Birdlife, axé sur la sauvegarde des espèces d’oiseaux, la protection de leurs habitats et la création de bonnes conditions de vie pour eux. Avec le soutien de Danida, DOF met actuellement en œuvre des projets en Indonésie et au Ghana.

## DOFbasen
DOFbasen est la base de données Internet de l’association et un site web où les utilisateurs peuvent saisir des observations et des lieux, voir une présentation des données et accéder à de l’aide. Il existe des applications mobiles pour que le système puisse être utilisé sur le terrain. Toute personne créée en tant qu’utilisateur peut saisir et rechercher des données dans la DOFbasen, et il y a une assurance qualité continue des données. La base de données constitue la base de nombreux projets de DOF, et donc de conservation des oiseaux et de la nature au Danemark. Au 11 décembre 2021, la base de données contenait 28 556 082 observations et 20 437 emplacements.